# سیلور سیبل (کمیک)
سیلور سیبل (سیلور سیبلینوا) (به انگلیسی: Silver Sable) یک شخصیت تخیلی و ابرقهرمانانه در کتاب‌های کامیک می‌باشد. این کاراکتر به دست تام دی‌فالکو، رون فرنز و جوزف روبنشتاین خلق شده و در مرد-عنکبوتی شگفت‌انگیز شماره ۲۶۵ام (۱۹۸۵) معرفی شد.
وی همچنین عضو گروه‌های قهرمانانه‌ای چون دسته وحشی، مزاحمان، بی‌قانونان و قهرمان‌ها برای استخدام است.
جدا از کتاب‌های کامیک، شرکت مارول از سمور نقره‌ای در دیگر کالاهای خود از جمله پوشاک، اسباب‌بازی، ورق بازی، انیمیشن‌های تلویزیونی و بازی‌های رایانه‌ای استفاده کرده‌است.
او یک سرباز حرفه‌ای زن است که به شکار مجرمان جنگی می‌پردازد. سمور نقره‌ای فرماندهٔ دسته وحشی و مدیر عامل اجرایی شرکت بین‌المللی سمور نقره‌ای است. جدا از مزدوری قابل قبولش، شیوه‌ها و انگیزه‌های وی باعث شده تا گاهی با دیگر ابر قهرمان برخورد داشته باشد.